# バルキヤールク
バルキヤールク（アラビア語：بركيارق Barkiyāruq、أبو المظفر ركن الدين بركيارق بن جلال الدولة ملكشاه Abū al-Muẓaffar Rukn al-Dīn Barkiyāruq bin Jalāl al-Dawla Malik-Shāh、1081年 - 1104年12月22日）は、セルジューク朝の第5代スルタン（在位：1092年11月 - 1104年12月）。アッバース朝カリフから授けられた尊号は、سلطان الأعظم ركن الدولة و الدين بركيارق يمين امير المؤمنين Sulṭān al-A`ẓam Rukn al-Dawla wa al-Dīn Abu al-Muẓaffar Barkiyāruq Yamīn Amīr al-Mu'minīn。

## 生涯
父は大セルジューク朝第3代スルタンのマリク・シャーで長男。生母はマリク・シャーの従姉妹ズバイダ。1092年11月に父が死去したとき彼はマリクの息子の中で最年長であったが、異母弟で4歳のマフムード1世の生母であるテルケン・ハトゥンの画策によってマフムード1世が即位した。だがバルキヤールクは宰相だった故ニザームルムルクの支持者らを味方につけて対抗し、セルジューク朝で内紛が始まった。だが1094年11月にマフムードが早世したため、単独のスルタンとなった。
だが今度は叔父のトゥトゥシュ（マリク・シャーの弟でシリア・セルジューク朝の祖）とイランの覇権をめぐって争い、1095年にこれを敗死せしめた。それから5年後の1100年、今度は異母弟のムハンマド・タパルとの間でスルタン位をめぐって対立。5回も合戦を繰り返して最終的に1104年1月に和約を結んでイランの中央部をバルキヤールクが、アゼルバイジャンやイラク北部、アルメニアなどをムハンマドが得ることになり、スルタンの権力は全く弱体化した。
それから11ヵ月後、連年の内紛のためか25歳で病死。息子のマリク・シャー2世もすぐに没してスルタン位はムハンマドが継ぐことになる。